# Concediu pe malul mării
Concediu pe malul mării (în rusă Из жизни отдыхающих, transliterat: Iz jizni otdîhaiușcih, în traducere „Din viața vilegiaturiștilor”) este un film dramatic sovietic din 1981, regizat de Nikolai Gubenko⁠(d), după un scenariu propriu. Rolurile principale sunt interpretate de actorii Regimantas Adomaitis⁠(d), Janna Bolotova, Gheorghi Burkov, Rolan Bîkov, Anatoli Solonițîn și Lidia Fedoseeva-Șukșina.
Filmul prezintă destinele unor vilegiaturiști care își petrec concediul la sfârșit de toamnă într-o stațiune maritimă sovietică de pe coasta de sud a Crimeii. În atmosfera rece și ploioasă a zilelor de toamnă târzie se înfiripă o poveste de dragoste între doi oameni singuri și retrași, de vârstă mijlocie, care se detașează din grupul eterogen al celor veniți la odihnă pe malul Mării Negre.
Recenziile criticilor de film au elogiat talentul regizorului în crearea unei atmosfere cehoviene expresive și în prezentarea cu sensibilitate și decență a poveștii de dragoste ce se desfășoară în plan secundar, și au evidențiat existența unor „accente de intensă autenticitate”, prin reconstituirea unor biografii din mărturii fragmentare. Filmul Concediu pe malul mării s-a bucurat de o popularitate considerabilă în rândul cinefililor sovietici, fiind vizionat de 9,1 milioane de spectatori (sau, după altă sursă, de 9,2 milioane de spectatori).

## Rezumat
Un grup eterogen de vilegiaturiști se adună în luna octombrie într-una dintre casele de vacanță de pe coasta de sud a Crimeii. Grupul este format, printre alții, din bătrâna Olga Nikolaevna, descendenta unei familii de moșieri care fusese apropiată în tinerețe de cercul poeților ruși din anii 1920, bucătarul Arkadi Pavlovici, care se prezintă ca diplomat și povestește permanent întâmplări petrecute în călătoriile sale prin țări occidentale, domnișoara bătrână Margarita („Margo”) Serafimovna, o femeie curioasă și intrigantă, constructorul Tolik Cikin, un bărbat singuratic și ursuz, fermiera colhoznică Oksana, o femeie voinică și vulgară dornică să profite cât mai mult de bucuriile concediului, și brigadierul tractorist Skvorțov. Acest concediu este pentru unii o pauză de odihnă, care-i ține departe de grijile zilnice, în timp ce pentru alții poate fi un moment decisiv în schimbarea cursului vieții.
Marea rece, vremea ploioasă și ceața cauzează oaspeților o mare plictiseală, determinându-i să caute diverse modalități de distracție. Vilegiaturiștii se plimbă înfrigurați în timpul zilei prin parcul casei de vacanță și pe faleza Mării Negre, iar seara discută pe diferite subiecte și practică jocuri de societate sau joacă biliard. Activitățile de petrecere a timpului liber sunt coordonate de animatorul cultural Lisiutkin, care organizează plimbări în grup pe malul mării sau în locurile de turnare a unui film istoric și montează un spectacol muzical-artistic de amatori pe scena Casei de cultură.
Zilele de concediu se scurg fără grabă, în discuții amănunțite, distracții simple și flirturi ocazionale. Vilegiaturiștii sunt stăpâniți de nostalgie cu privire la unele întâmplări din trecut și socializează greoi între ei, iar încercările de apropiere sunt lente. În contextul unor conversații nesfârșite despre vreme, sănătate și dramele familiale, Aleksei Sergheevici și Nadejda Andreevna, doi oameni de vârstă mijlocie, aproape împăcați cu singurătatea lor, se apropie treptat și se îndrăgostesc. El este un artist talentat care trece printr-o criză sufletească, în timp ce ea este o matematiciană divorțată și cu o fiică adultă. Cei doi speră că întâlnirea lor va schimba soarta amândurora.
Concediul vilegiaturiștilor se încheie în cele din urmă, iar, în ultima noapte de ședere a oaspeților în stațiunea de pe malul Mării Negre, gazdele organizează un banchet de rămas bun, la care cântă un taraf de lăutari țigani.

## Distribuție
- Regimantas Adomaitis⁠(d) — Aleksei (Aleks) Sergheevici Pavlișcev,[1][9][20] artist[19]
- Janna Bolotova — Nadejda Andreevna,[1][9][20] matematiciană[19]
- Gheorghi Burkov — Arkadi Pavlovici,[1][9] bucătar la o ambasadă[20]
- Rolan Bîkov — Viktor Leonidovici Lisiutkin,[1][9] animatorul cultural al pensiunii[20]
- Anatoli Solonițîn — Tolik Cikin,[1][9] constructor[20]
- Lidia Fedoseeva-Șukșina — Oksana,[1][9] agricultoare la un colhoz (menționată Lidia Fedoseeva)[20]
- Maria Vinogradova⁠(d) — Margarita („Margo”) Serafimovna, o femeie singură[1][20]
- Viktor Filippov — Skvorțov,[1] brigadier tractorist fruntaș[20]
- Rezo Esadze — fotograful[1][20]
- Mihail Herheulidze — preparatorul de kebab[1][20]
- Tamara Iakobson — bătrâna Olga Nikolaevna[1][20]
- Piotr Antonevici — bătrânul care caută urmele marilor scriitori ruși[1][20]
- Paul Butkevici — membru al echipei de filmare[1][20]
- S. Hviuzov[1][20]
- Nikolai Vasiliev — lăutar țigan[1][20]
- Aleksei Vasiliev — lăutar țigan[1][20]
- K. Ferraro[1][20]
- Svetlana Iankovskaia — dansatoare țigancă[1][20]

### Dublaj de voce
- Nikolai Gubenko⁠(d) — Aleksei Sergheevici Pavlișcev[20]

## Producție
Filmul a fost produs de compania Mosfilm (Pervoe tvorceskoe obedinenie) și a fost regizat de cineastul rus Nikolai Gubenko (1941–2020), originar din orașul-port Odesa, după un scenariu scris tot de el. Gubenko devenise cunoscut îndeosebi ca autor al unor filme poetice și emoționante ca A venit un soldat de pe front (1971), care prezintă drama sufletească a unui soldat întors invalid după încheierea celui de-al Doilea Război Mondial, și Aripi frânte (1976), o meditație cu privire la soarta copiilor deveniți orfani de război. Scenariul filmului Concediu pe malul mării pune accentul pe povestea de dragoste între doi oameni singuri care se înfiripă în plină toamnă într-o stațiune de pe malul Mării Negre. Restul personajelor au fost concepute într-o manieră parodică sau de-a dreptul comică. Producția a fost coordonată de directorul Vladimir Dudin și de redactorul Irina Serghievskaia.
Filmările au avut loc pe peliculă color în cursul anului 1980 și au fost executate de operatorii Nonna Fudim și V. Șaver, sub coordonarea directorului de imagine Aleksandr Kneajinski. Rolurile principale au fost interpretate de actorul lituanian Regimantas Adomaitis și de actrița rusă Janna Bolotova. Adomaitis era cunoscut din filmul Nimeni nu voia să moară (1966), iar publicul rus îl considera, alături de Donatas Banionis și Juozas Budraitis, drept unul dintre „cei trei mușchetari” lituanieni și îl compara cu Jack Nicholson. Vocea lui Adoimaitis a fost dublată în film de Gubenko. Janna Bolotova era atunci soția lui Nikolai Gubenko; cei doi fuseseră colegi de facultate și se căsătoriseră mai târziu. Alte roluri au fost atribuite unor actori sovietici cunoscuți și apreciați ca Rolan Bîkov, Anatoli Solonițîn (interpretul pictorului Andrei Rubliov din filmul omonim al lui Andrei Tarkovski) și Lidia Fedoseeva-Șukșina. Regizorul, scenaristul, actorul și poetul georgian Rezo Esadze (1934–2020), care lucra la studioul Gruzia-film, apare în acest film într-un rol secundar. Ca urmare a faptului că regizorul Nikolai Gubenko provenea din lumea teatrului, fiind el însuși actor de teatru, au avut loc numeroase repetiții pentru ca scenele să fie cât mai reușite. Atmosfera de pe platoul de filmare a fost „foarte frumoasă”, mărturisea ulterior Adomaitis, care considera că partenerii săi din acest film formau „o galaxie de actori minunați”.
Decorurile au fost proiectate de Aleksandr Tolkaciov, iar costumele au fost confecționate de designera Tatiana Licimanova. Sunetul a fost înregistrat de inginerul Vladlen Șarun, iar muzica a fost compusă de compozitorul sovietic de origine iudeo-ucraineană Isaak Șvarț și interpretată de Orchestra Simfonică de Stat a Cinematografiei⁠(en)[traduceți], sub bagheta dirijorului Emin Haciaturian⁠(en)[traduceți] (nepotul compozitorului și dirijorului armean Aram Haciaturian). Redactorul muzical al filmului a fost Minna Blank. Montajul peliculei a fost realizat de Polina Skacikova. Durata filmului este de 84 de minute, iar lungimea peliculei este de 2.310 metri.

## Recepție

### Lansare
Concediu pe malul mării a fost lansat pe 18 mai 1981 în Uniunea Sovietică și s-a bucurat de o popularitate considerabilă în rândul cinefililor sovietici. A fost vizionat în cinematografele sovietice de 9,1 milioane de spectatori sau, după altă sursă, de 9,2 milioane de spectatori. Filmul a fost prezentat la 18 mai 1981 în cadrul Festivalului Internațional de Film de la Cannes și a fost distribuit apoi și în alte țări precum Republica Socialistă România (1 februarie 1982), Finlanda (28 mai 1982), Republica Democrată Germană (27 august 1982) și Republica Populară Ungară (4 noiembrie 1982).
Premiera filmului în România a avut loc în 1 februarie 1982; filmul, care a fost prezentat de presa epocii ca „o poveste de dragoste din timpurile noastre”, a rulat în perioada următoare în unele cinematografe bucureștene precum Scala și Floreasca (februarie 1982), Miorița (februarie 1982), Grivița și Studio (februarie 1982), Doina și Cotroceni (februarie 1982), Popular (martie 1982), Buzești (martie 1982), Drumul Sării (15–17 martie 1982) și Ferentari (18–21 martie 1982), dar și în unele cinematografe din alte orașe (de exemplu, la Iași, Târgu Mureș, Zalău, Timișoara, Suceava, Reșița, Cîmpulung Moldovenesc, Sibiu, Fălticeni, Pașcani, Miercurea Ciuc, Lugoj, Sighișoara, Botoșani, Craiova, Reghin, Odorheiu Secuiesc, ș.a.), inclusiv până în octombrie 1985. Într-o notă publicată în martie 1973, sub pseudonim, în revista România literară, un critic român își exprima regretul că acest film sovietic a fost prea puțin remarcat ca urmare a faptului că „nu este ușor și, mai ales, nu prea comod să fie asimilată ideea că «banalul» ar putea întrece in expresivitate «excepționalul»” și îl considera „extrem de atașant”, deoarece își transmitea mesajul într-un mod subtil.
O variantă pe casetă VHS a fost lansată în 1999 și o variantă pe DVD (DVD-5 (1 strat), Dolby Digital 1.0 Mono, Standard 4: 3 (1.33:1)) în anul 2005. Filmul a fost proiectat în octombrie 2016 (după Anexarea Crimeii de către Federația Rusă) la Festivalul de Film „Rusia” de la Ialta în cadrul unui program separat denumit „Crema Crimeii” (Крымские сливки).

### Aprecieri critice
Recenziile criticilor contemporani au susținut că „filmul surprinde o poveste de dragoste tîrzie prezentată cu multă sensibilitate și decență”, l-au descris ca fiind „mișcător” și „frumos ca o sonată” și au evidențiat prezența fiorului poetic și aerului de tristețe cu care Nikolai Gubenko „se apropie încă o dată, cu captivantă delicatețe, de sufletul omenesc”, ca și a unor „accente de intensă autenticitate” asemănătoare cu cele din filmele Monolog (1972) al lui Ilia Averbah și Rubedeniile (1981) al lui Nikita Mihalkov. Potrivit criticilor, cineastul Nikolai Gubenko creează o tipologie bogată și își prezintă personajele cu tandrețe sau, după caz, cu ironie, reconstituindu-le cu atenție viața prin intermediul unor mărturii fragmentare proprii care sunt uneori excesiv de sincere, iar alteori falsificate în mod intenționat până când capătă nuanțe grotești. Trecutul personajelor este dezvăluit publicului abia sub forma unor frânturi, ceea ce face ca povestirea să aibă un aspect mozaicat. „Un eșantion de real a fost însă decupat și propus cu inteligență meditației spectatorilor”, susținea criticul Ioana Creangă.
Destinele vilegiaturiștilor se intersectează pentru o scurtă perioadă, iar mediul uman adunat în acea „fraternitate ad-hoc” conturează, potrivit Roxanei Pană, „o atmosferă cehoviană”, în care „tăcerile [sunt] mai expresive decît dialogurile, iar confesiunile personajelor tot atîtea schițe de portret”. Concediul constituie pentru unele personaje o pauză de odihnă în cursul vieții, în timp ce pentru altele poate reprezenta un moment de reevaluare a propriei vieți și de conștientizare a nevoii de schimbare. Povestea de dragoste a celor doi vilegiaturiști de vârstă mijlocie, trecuți de vârsta primei iubiri, se înfiripă, potrivit criticilor, într-un cadru liric rafinat, care predispune la meditație, și are la bază, poate din acest motiv, „o comunicare tulburătoare și gravă, profundă, așa cum se întîmplă îndeobște într-o dragoste tîrzie, îndelung așteptată”. Spre deosebire de protagoniști, care au un aspect grav, chiar amorf, potrivit mediului natural de toamnă târzie, celelalte personaje sunt create „succint, suculent, ironic” și, în ciuda veseliei pe care o afișează în unele momente, sunt mai degrabă triste.
Criticii au elogiat „rafinamentul narațiunii cinematografice”, evidențiat prin prezentarea discretă într-un plan secundar a unui eveniment important precum povestea de dragoste a celor doi vilegiaturiști, calitatea artistică a unor compoziții plastice și interpretările unor actori ca Lidia Fedoseeva-Șukșina, care construiește admirabil un personaj „din mici detalii «feminine»”, și Anatoli Solonițîn, care se reinventează aici într-un personaj solitar și ursuz. În ciuda temei grave pe care o tratează, Concediu pe malul mării conține mai multe de „umor suculent” tipic creațiilor lui Ilf și Petrov, precum amestecul personajelor acestui film cu personajele unui film istoric turnat în același loc sau montarea unui spectacol teatral de amatori pe scena Casei de cultură din stațiune. Atmosfera elegiacă a filmului (creată de ceața de toamnă târzie de pe malul Mării Negre, promenada umedă de pe faleză și apusurile albastre-liliachii) rămâne mult timp în memoria spectatorilor, consemna criticul rus Aleksandr Fiodorov.
Enciclopedia cinematografică germană Lexikon des internationalen Films descrie astfel acest film: „Câțiva vilegiaturiști trebuie să petreacă patru săptămâni împreună într-un loc îndepărtat, într-un cadru de toamnă târzie. Comedie umoristică.”.